# Uracoa
Uracoa é uma cidade venezuelana, capital do município de mesmo nome Uracoa.